# Göyşaban
Göyşaban (azerbajdzjanska: Olxovka) är en ort i Azerbajdzjan.   Den ligger i distriktet Lənkəran Rayonu, i den sydöstra delen av landet, 200 km sydväst om huvudstaden Baku. Antalet invånare är 3 038.
Terrängen runt Göyşaban är huvudsakligen platt, men åt sydväst är den kuperad. Trakten är tätbefolkad. Närmaste större samhälle är Lankaran, 6,0 km söder om Göyşaban.
Trakten runt Göyşaban består till största delen av jordbruksmark.